# 프랭키 레이더
프랭키 레이더(Frankie Rayder, 1975년 1월 26일 ~ )는 미국의 모델이다. 2004년 레드 핫 칠리 페퍼스의 베이시스트 플리와 결혼했다.